# مرثية (فلم)
مرثيه (بالإنجليزية: Elegy) هو فيلم دراما تم إنتاجه سنة 2008.

## طاقم التمثيل
- بينيلوب كروز
- بن كينغسلي
- دينيس هوبر
- باتريسيا كلاركسون
- بيتر سارسجارد

## الميزانية والإيرادات
بلغت تكلفة إنتاج الفيلم حوالي 13 مليون دولار بينما حقق أرباحا تقدر بـ 14,894,347 دولار.

## وصلات خارجية
- مقالات تستعمل روابط فنية بلا صلة مع ويكي بيانات